# ماماث (پنسیلوانیا)
ماماث (به انگلیسی: Mammoth) یک منطقهٔ مسکونی در ایالات متحده آمریکا است که در شهرستان وستمورلند، پنسیلوانیا واقع شده‌است. ماماث ۵۲۵ نفر جمعیت دارد.